# Ешбак (Вашингтон)
Ешбак (енгл. Eschbach) насељено је место без административног статуса у америчкој савезној држави Вашингтон.

## Демографија
По попису из 2010. године број становника је 415, што је 15 (3,8%) становника више него 2000. године.
| Група             | 2000.       | 2010.       |
| Белци             | 346 (86,5%) | 307 (74,0%) |
| Афроамериканци    | 3 (0,8%)    | 0 (0,0%)    |
| Азијати           | 0 (0,0%)    | 3 (0,7%)    |
| Хиспаноамериканци | 48 (12,0%)  | 94 (22,7%)  |
| Укупно            | 400         | 415         |